# ローカス賞 長編部門
ローカス賞 長編部門（ローカスしょう ちょうへんぶもん、Locus Award for Best Novel）はローカス賞にあった一部門。1971年から1979年まで続き、1980年以降はSF長編部門とファンタジイ長編部門に分かれている。

## 受賞作一覧
- 1971年　『リングワールド』(Ringworld) ラリー・ニーヴン
- 1972年　『天のろくろ』(The Lathe of Heaven) アーシュラ・K・ル＝グウィン
- 1973年　『神々自身』(The Gods Themselves) アイザック・アシモフ
- 1974年　『宇宙のランデヴー』(The Garden of Rama) アーサー・C・クラーク
- 1975年　『所有せざる人々』(The Dispossessed) アーシュラ・K・ル＝グウィン
- 1976年　『終りなき戦い』(The Forever War) ジョー・ホールドマン
- 1977年　『鳥の歌いまは絶え』(Where Late the Sweet Birds Sang) ケイト・ウィルヘルム
- 1978年　『ゲイトウエイ』(Gateway) フレデリック・ポール
- 1979年　『夢の蛇』(Dreamsnake) ヴォンダ・マッキンタイア